# Chevrolet Sequel
O Chevrolet Sequel é um veículo conceitual apresentado pela Chevrolet, que utiliza como propulsão a célula a combustível. O combustível utilizado é o hidrogênio. Foi apresentado em 2005 no "North American International Auto Show".